# Sumirago

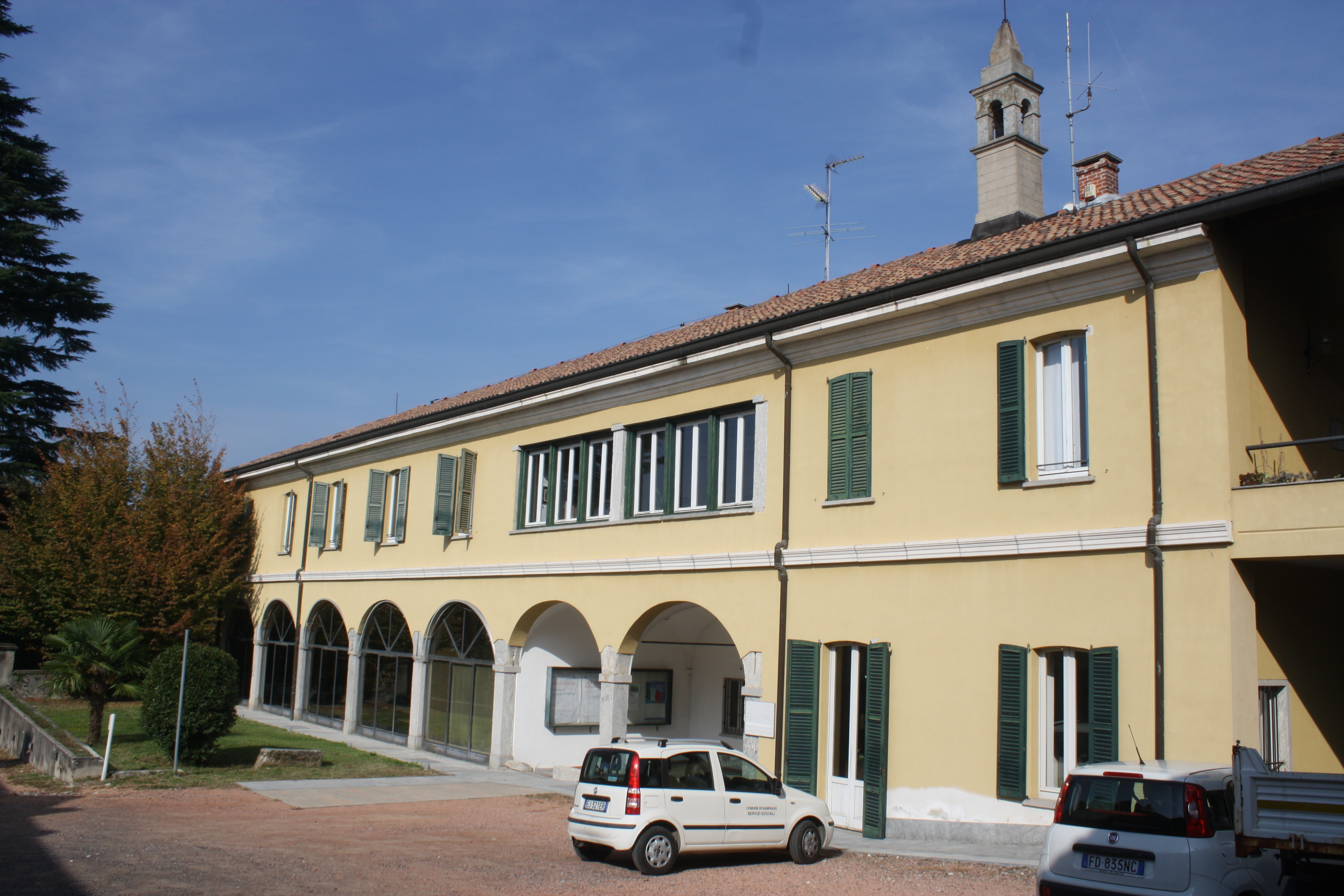
Villa Molino (Gemeindehaus)

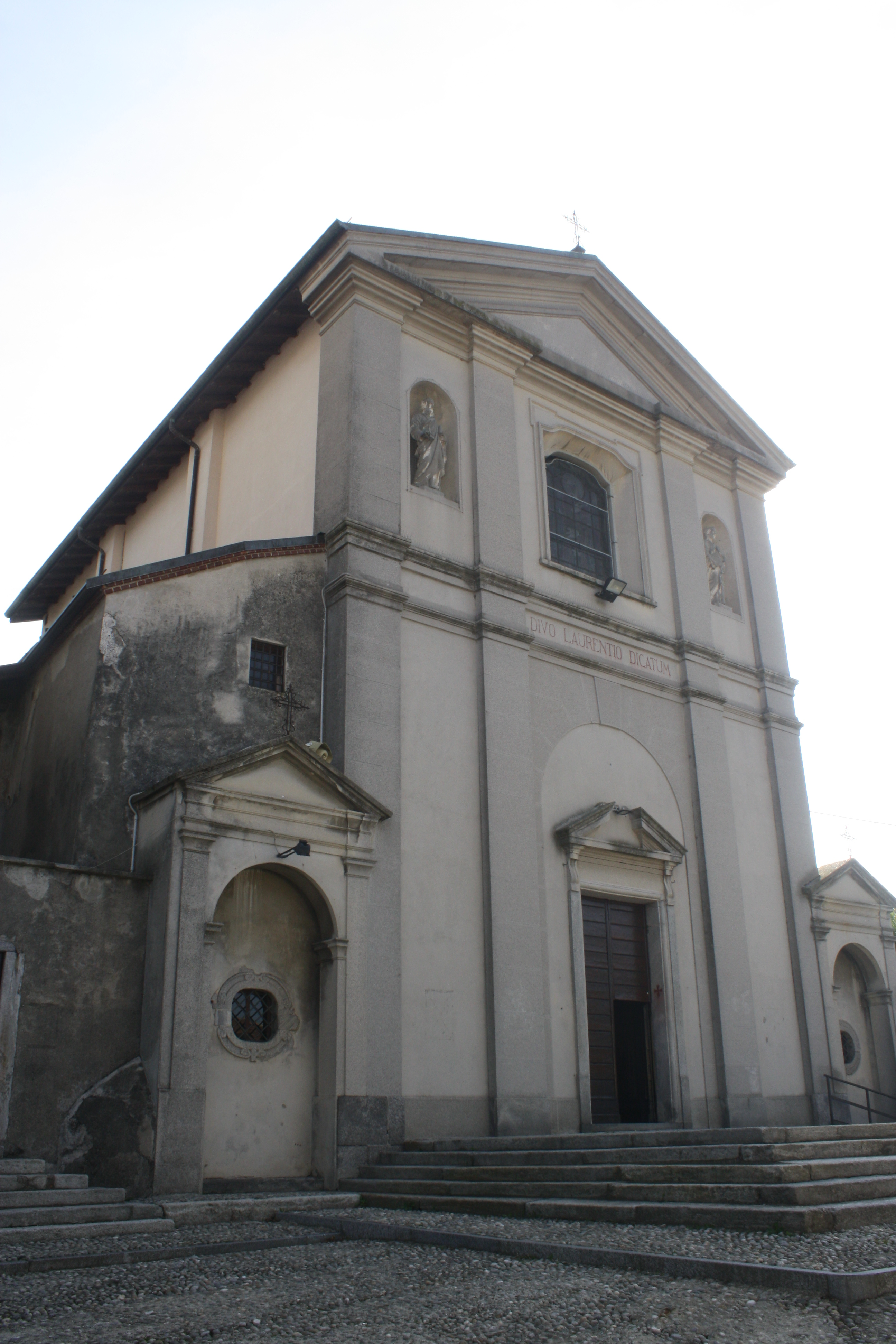
Pfarrkirche San Lorenzo

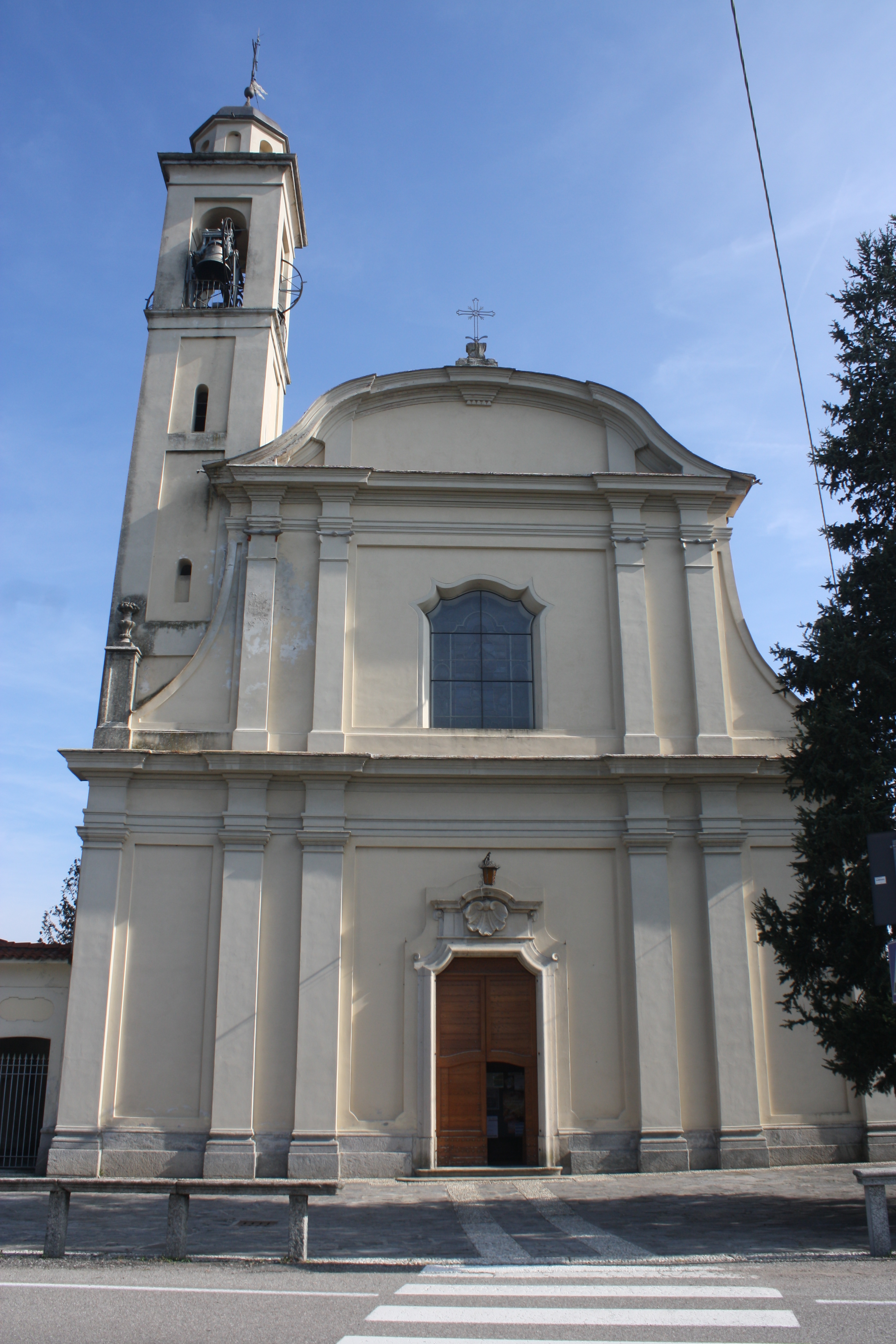
Kirche San Giovanni Evangelista im Ort Caidate

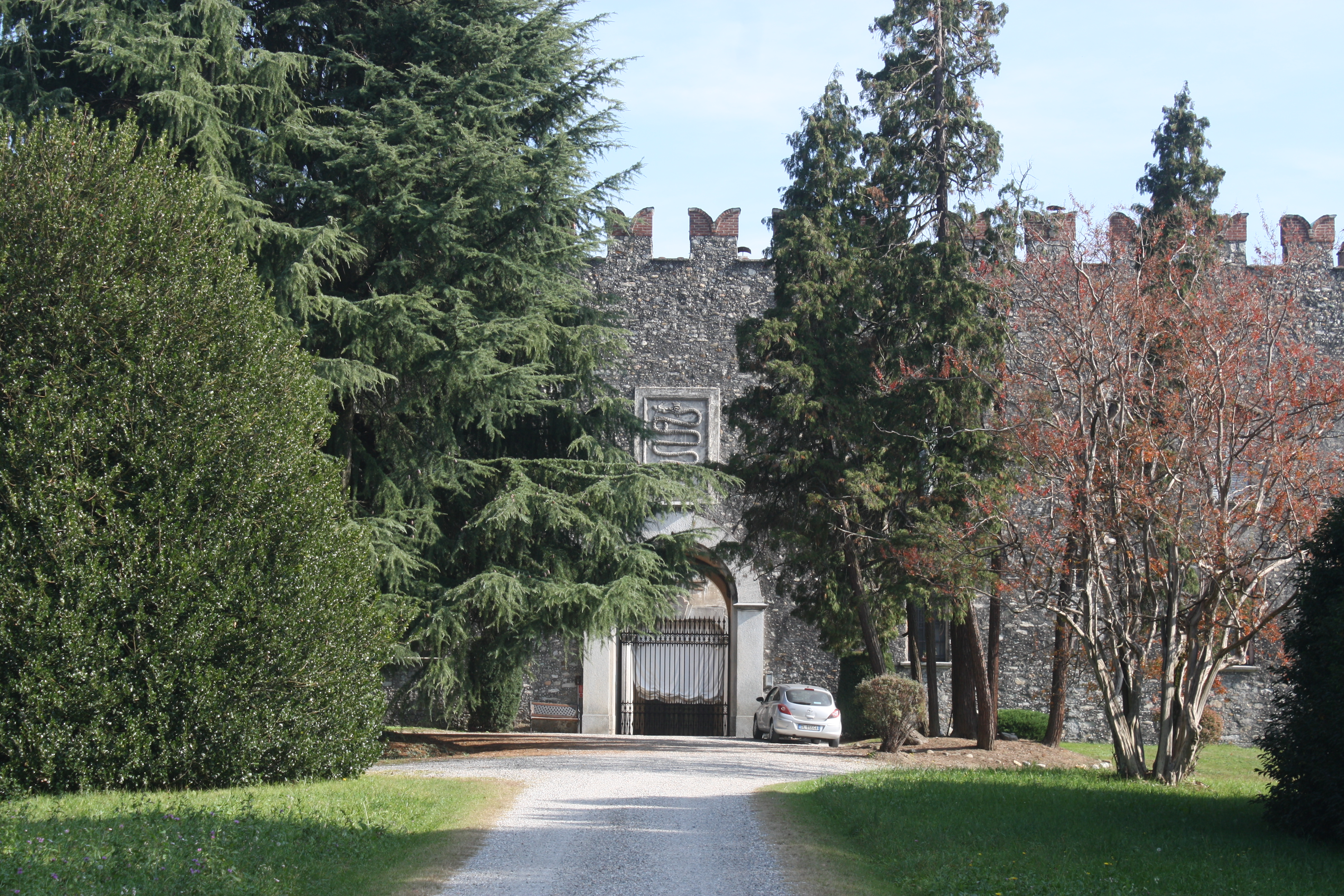
Schloss Confalonieri im Caidate

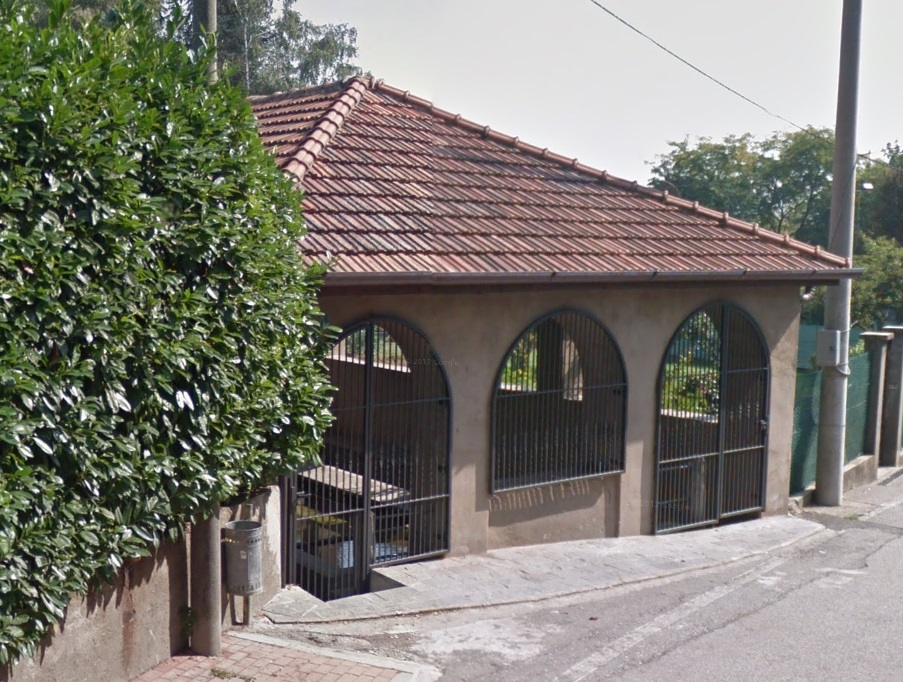
Öffentliche Waschanlage

Sumirago ist eine italienische Gemeinde (comune) mit 6012 Einwohnern (Stand 31. Dezember 2023) in der Provinz Varese, Region Lombardei.

## Geographie
Die Gemeinde liegt etwa neun Kilometer südsüdwestlich von Varese und bedeckt eine Fläche von 54 km². Zu Sumirago gehören die Fraktionen Albusciago, Caidate, Menzago und Quinzano. Die Nachbargemeinden sind Albizzate, Azzate, Besnate, Brunello, Castronno, Crosio della Valle, Jerago con Orago und Mornago. Östlich der Gemeinde fließt der Arno und verläuft die Autostrada A8 von Mailand nach Varese.

## Geschichte
Sumirago, Teil der Gemeinde Somma, wird in den Statuten der Straßen und Gewässer der Grafschaft Mailand als locho da Salmoyrago erwähnt und war eine der Gemeinden, die zur Instandhaltung der Straße von Rho beitrugen (1346). In den Registern des Estimo (Grundbuch) des Herzogtums Mailand von 1558 und den nachfolgenden Aktualisierungen im 17. und 18. Jahrhundert war Sumirago eine der Gemeinden, die in derselben Pieve erfasst wurden. Nach den Antworten auf die 45 Fragen, die 1751 vom zweiten Rat der Volkszählung gestellt wurden, wurde Sumirago, eine Gemeinde mit etwa 225 Seelen, an den verstorbenen Grafen Giulio Visconti Borromeo Arese gegen Zahlung einer jährlichen Volkszählung belehnt. Die Bezahlung umfasste 2 Quartari und 6 halbe Haferflocken sowie 6 Krüge Wein für jeden Kopf ab 18 Jahren. Die Gemeinde unterstand der Gerichtsbarkeit des königlichen Richters von Contado del Seprio und des Feudalrichters von Varese. Der jährliche Eid wurde in der Strafbank von Seprio abgelegt. Es gab keinen allgemeinen oder besonderen Rat, sondern nur zwei Bürgermeister und einen Konsul. Die Bürgermeister wurden von der Gemeinde gewählt. Die Verteilung der Lasten fand auf dem öffentlichen Platz statt, nachdem die Bevölkerung aufgerufen worden war. Die Durchführung der Verteilungen und das Führen des entsprechenden Buches wurden dem Kanzler anvertraut, der in Brunello wohnte und 12 Lire erhielt.
Im Jahr 1786, nach der neuen Unterteilung der Österreichischen Lombardei, wurde Sumirago Teil der Provinz Varese, kehrte aber bereits 1791 in die Provinz Mailand zurück. Während der napoleonischen Zeit (1809) wurde die Gemeinde Sumirago aufgehoben und der nahen Gemeinde Caidate angefügt, aber nur zwei Jahre später wurde auch die Gemeinde Caidate aufgehoben und der Gemeinde Albizzate zugeschlagen.
Alle Gemeinden erlangten die Autonomie nach der Errichtung des Königreichs Lombardo-Venetien im Jahr 1816 wieder, in dem Sumirago weiterhin zur Provinz Mailand gehörte. Nach dem vorübergehenden Zusammenschluss der lombardischen Provinzen mit dem Königreich Sardinien wurde die Gemeinde Albusciago mit 282 Einwohnern, die von einem fünfzehnköpfigen Gemeinderat und einem zweiköpfigen Stadtrat verwaltet wird, auf der Grundlage der durch das Gesetz vom 23. Oktober 1859 festgelegten Gebietsaufteilung dem Bezirk V der Somma, Bezirk IV des Gallarate, Provinz Mailand, zugeordnet. Bei der Verfassung des Königreichs Italien im Jahr 1861 hatte die Gemeinde 306 Einwohner (Volkszählung 1861). Nach dem Gemeindegesetz von 1865 wurde die Gemeinde von einem Bürgermeister, einer Junta und einem Rat verwaltet. Im Jahr 1867 wurde die Gemeinde in den Bezirk Somma Lombardo, den Bezirk Gallarate und die Provinz Mailand eingegliedert. Im Jahr 1869 wurde die Gemeinde Albusciago mit der Gemeinde Sumirago zusammengelegt (Königlicher Erlass Nr. 4961 vom 7. März 1869). 1869 wurden die bis dahin eigenständigen Gemeinden Albusciago, Caidate, Menzago und Quinzano Ortsteile der Gemeinde Sumirago.
Im Jahr 1924 wurde die Gemeinde in den Bezirk Gallarate der Provinz Mailand eingegliedert. Nach der Gemeindereform von 1926 wurde die Gemeinde von einem Podestà verwaltet. Im Jahr 1927 wurde die Gemeinde der Provinz Varese zugeschlagen. Nach der Gemeindereform von 1946 wurde die Gemeinde Sumirago von einem Bürgermeister, einer Junta und einem Rat verwaltet. Im Jahr 1971 hatte die Gemeinde Sumirago eine Fläche von 1.150 Hektar.

## Bevölkerung
| Bevölkerungsentwicklung | Bevölkerungsentwicklung | Bevölkerungsentwicklung | Bevölkerungsentwicklung | Bevölkerungsentwicklung | Bevölkerungsentwicklung | Bevölkerungsentwicklung | Bevölkerungsentwicklung | Bevölkerungsentwicklung | Bevölkerungsentwicklung | Bevölkerungsentwicklung | Bevölkerungsentwicklung | Bevölkerungsentwicklung | Bevölkerungsentwicklung | Bevölkerungsentwicklung | Bevölkerungsentwicklung |
| ----------------------- | ----------------------- | ----------------------- | ----------------------- | ----------------------- | ----------------------- | ----------------------- | ----------------------- | ----------------------- | ----------------------- | ----------------------- | ----------------------- | ----------------------- | ----------------------- | ----------------------- | ----------------------- |
| Jahr                    | 1751                    | 1805                    | 1853                    | 1871                    | 1881                    | 1901                    | 1921                    | 1951                    | 1971                    | 1981                    | 1991                    | 2001                    | 2011                    | 2021                    |                         |
| Einwohner               | 225                     | 329                     | 443                     | 2342                    | 2424                    | 2661                    | 2632                    | 2979                    | 4249                    | 5059                    | 5296                    | 5849                    | 6254                    | 6056                    |                         |

## Sehenswürdigkeiten
- Pfarrkirche San Lorenzo (Sumirago)
- Kirche Santa Maria (Sumirago)
- Villa Molino (Sumirago), Gemeindehaus
- Kirche San Siro (Fraktion Albusciago)
- Villa Castiglioni (Fraktion Albusciago)
- Kirche San Vincenzo (Fraktion Menzago)
- Kirche Sant’Eurosia (Fraktion Menzago)
- Kirche San Giovanni Evangelista (Fraktion Caidate)
- Castello Confalonieri (Fraktion Caidate)[2]
- Kirche San Genesio (Fraktion Caidate)
- Kirche Santi Pietro e Paolo (Fraktion Quinzano San Pietro)
- Kirche San Giuseppe (Fraktion Quinzano San Pietro)
- Villa Della Croce (Fraktion Quinzano San Pietro)

## Persönlichkeiten
- Erminio Poretti (* 19. Januar 1946 in Sumirago), Maler[3]

## Unternehmungen
- Sitz der Firma Missoni seit 1953